# Sweet Refrain
Sweet Refrain (Sweet Refrain?) è il ventiquattresimo singolo del trio j-pop giapponese Perfume. È stato pubblicato il 27 novembre 2013 dall'etichetta Perfume Records e distribuito dalla major Universal Music.
Il singolo è stato stampato in due versioni: una special edition contenuta in un cofanetto di cartoncino con DVD extra, ed una normal edition in confezione jewel case con copertina diversa.

## Tracce
Tutti i brani sono testo e musica di Yasutaka Nakata.

Dopo il titolo è indicata fra parentesi "()" la grafia originale del titolo.
1. Sweet Refrain (Sweet Refrain?) - 3:42
2. Koi wa zenkei shisei (恋は前傾姿勢?) - 4:08
3. Sweet Refrain -Original Instrumental- (Sweet Refrain -Original Instrumental-?) - 3:42
4. Koi wa zenkei shisei -Original Instrumental- (恋は前傾姿勢 -Original Instrumental-?) - 4:08

### DVD
1. Sweet Refrain (Sweet Refrain?); videoclip

## Formazione
- Nocchi - voce
- Kashiyuka - voce
- A~chan - voce